# Храм Святых Апостолов Петра и Павла (Севастополь)
Храм Святых Апостолов Петра и Павла (Петропавловский храм) — православный храм в Севастополе, памятник архитектуры XIX века. Находится на центральном городском холме, со стороны Южной бухты. Входит в состав Севастопольского благочиния Симферопольской и Крымской епархии Русской православной церкви.

## История

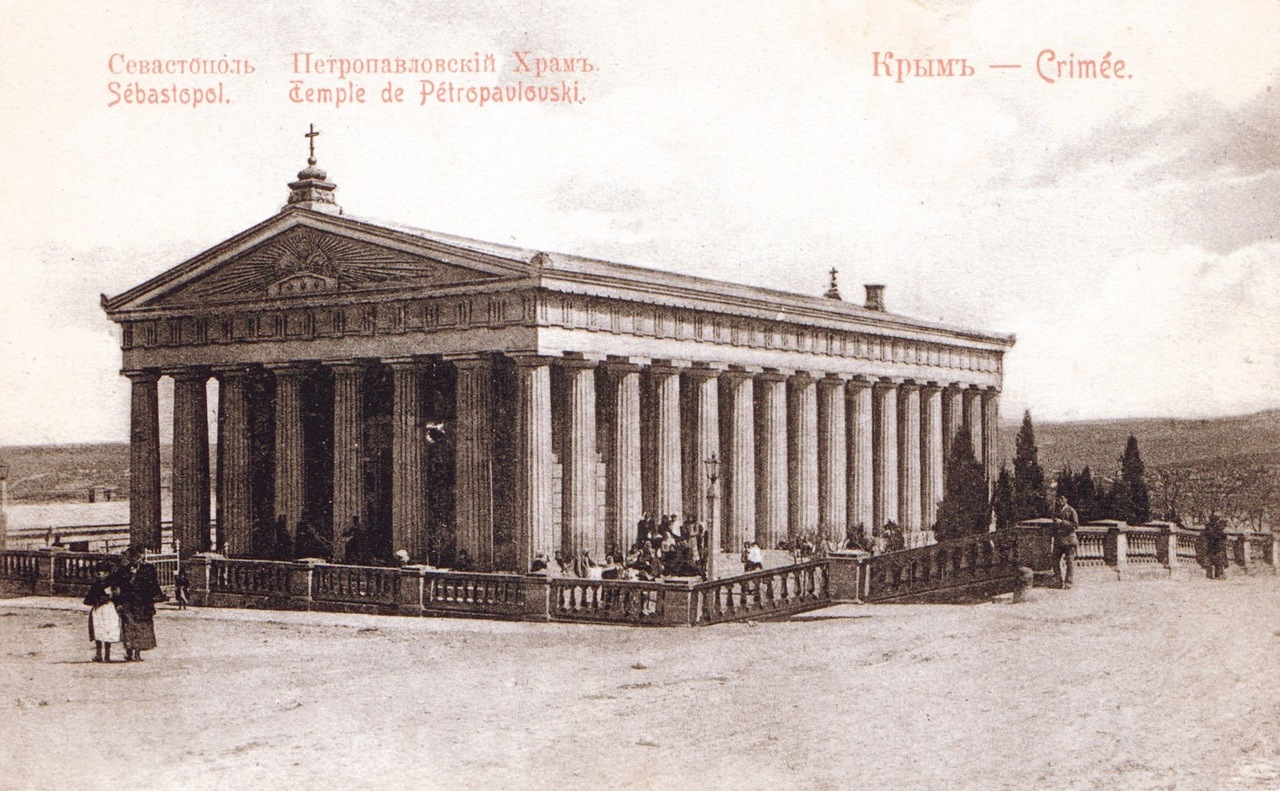
Открытка начала XX века

В 1792 году на месте современного храма, в дебрях, была построена одна из первых церквей Севастополя — во имя святых апостолов Петра и Павла, вокруг которой группировалась греческая община. Она была небольшой, деревянной, прямоугольной формы. В 1837 году во время бури она разрушилась. Именно тогда адмирал Михаил Лазарев сделал заказ городскому архитектору Василию Рулеву на строительство новой церкви. В то время архитектор был инженер-поручиком, профессором архитектуры он стал уже после строительства Петропавловского храма. Строительство началось в 1840 году и продолжалось четыре года. В декабре 1844 года состоялось освящение храма.
Попечителем церкви в 1840-е был Захар Аркас.
Храм Петра и Павла стал архитектурной доминантой холма. Он разрушался во время Первой и Второй оборон города. В августе 1855 года вражескими ядрами были разбиты колокола, разрушена колокольня; в потолке образовался большой пролом. В сентябре здание сгорело, однако колоннада уцелела. Во время оккупации города мраморные статуи были похищены. Три десятка лет здание простояло заброшенным — у городских властей не было средств на его восстановление.
Восстановление здания по старым чертежам было проведено в 1888 году на средства купцов А. А. Максимова и С. Л. Кундышева-Володина. 17 декабря 1889 года храм был вновь освящён. По традициям того времени Петропавловская церковь была крупным учебным центром — при ней работали церковно-приходская школа, несколько училищ и гимназий.
В 1894 году в Петропавловском храме отслужил литургию и панихиду по почившему Императору Александру III святой праведный Иоанн Кронштадтский.
5 февраля 1931 года богослужения в храме были прекращены советскими властями. В здании разместили городской архив, который существенно пострадал во время Великой Отечественной войны.
В 1946 году храмбыл восстановлен и до 1957 года в нём располагался театр им. Луначарского, позже — городской дом культуры, для которого помещения храма были разделены на два этажа.
В 2006 году, после многолетних прошений, храм передан церковной общине, службы возобновлены. Здание нуждается в незначительной реконструкции. Его фасад почти полностью скрыт в зарослях деревьев, которые разрушают его архитектурный ансамбль. Перед храмом установлен памятник Кириллу и Мефодию. Богослужения в храме совершаются в выходные и праздничные дни.
Настоятель храма — протоиерей Георгий Дарий.

## Архитектура
Храм является образцом архитектуры русского классицизма. Он окружён колоннадой (всего 44 колонны) с каннелюрами. Материалом служил сарматский известняк. В строении есть черты афинских храмов Парфенона или Тезейона, однако оригинальный проект базировался лишь на общих классических формах и элементах.
Фасады завершаются треугольными фронтонами, над которыми возвышаются кресты. На Восточном фронтоне размещён скульптурный рельеф в виде всевидящего ока. По обе стороны главного входа расположены мозаики со святыми Петром и Павлом. Оригиналы были, возможно, созданы итальянцем Фердинандо Пеличчио, но во время Первой обороны они были вывезены из города и исчезли.